# Chuck Fleischmann
Pour les articles homonymes, voir Fleischmann (homonymie).
Charles Joseph Fleischmann dit Chuck Fleischmann est un homme politique américain né le 11 octobre 1962 à Manhattan. Membre du Parti républicain, il est élu du Tennessee à la Chambre des représentants des États-Unis depuis 2011.

## Biographie
Après des études de droit à l'université de l'Illinois et à l'université du Tennessee, Chuck Fleischmann devient avocat à Chattanooga.
Lors des élections de 2010, il est candidat à la Chambre des représentants des États-Unis pour succéder au républicain Zach Wamp (en) dans le 3e district du Tennessee. Dépensant plus de 700 000 dollars de sa fortune personnelle, il arrive en tête de la primaire républicaine devant l'ancienne présidente du Parti républicain du Tennessee Robin Smith (30 % contre 28 %). Il est élu représentant en rassemblant 56,8 % des voix face au démocrate John Wolfe (28 %) et plusieurs candidats indépendants.
En 2012, Fleischmann est candidat à un deuxième mandat. Il remporte la primaire républicaine mais ne réunit que 39 % des voix face à Weston Wamp, fils de son prédécesseur, et l'homme d'affaires Scottie Mayfield. Il est réélu en novembre avec 61,4 % des suffrages, devant la démocrate Mary Headrick. Deux ans plus tard, il affronte à nouveau Weston Wamp dans une primaire serrée, dont Fleischmann sort vainqueur (51 % contre 49 %). Il remporte un troisième mandat en novembre 2014, rassemblant 64,2 % des électeurs face à Headrick.
En 2016, Fleischmann n'affronte que des candidats peu connus dans une primaire qu'il remporte facilement avec 84 % des voix. Lors de l'élection générale, il bat la démocrate Melody Shekari avec 66,4 % des suffrages. Il est réélu pour un cinquième mandat en 2018, rassemblant 63,7 % des voix devant la démocrate Danielle Mitchell (34,5 %).